# Ricardo López Aranda
Ricardo López Aranda   (Santander, 20 de desembre de 1934 - Madrid, 25 de novembre de 1996) autor de teatre espanyol.

## Biografia
Va néixer a Santander en 1934. Va estudiar en el col·legi San José, el seminari menor de Corbán i finalment en l'Institut Santa Clara. En 1941 la casa de la seva família va ser destruïda per l'incendi de Santander.
A partir de mediats dels anys cinquanta duu a terme estudis de dret i filosofia i lletres a Madrid i escriu les seves primeres obres. L'abril del 1956 queda finalista de premi Garcilaso de la Vega amb el llibre de poemes Ángeles de barro i en 1957 llegeix la seva obra original El Faro. En 1958 rep el Premi Nacional de Teatre Universitari per la seva obra Nunca amanecerá i escriu la novel·la (inèdita) Esta juventud que va a morir, basada en la seva obra teatral Los sin raíz. Publica a la revista Acento Cultural una versió d'Edip (també titulada La esfinge sin secreto). El 1960 la seva obra Cerca de las estrellas rep el premi Nacional de Teatre Calderón de la Barca i el 1961 el premi Aguilar. S'estrena amb gran èxit en el Teatre Nacional María Guerrero aquest mateix any i és duta al cinema el 1962 i a la televisió el 1966, en el marc del programa Estudio 1. El 1964 escriu Noches de San Juan, que rep el primer accèsit al premi Lope de Vega i s'estrenarà al Teatro Nacional María Guerrero el 1965.
Moltes de les obres escrites en aquest període, incloses les de major èxit, Cerca de las Estrellas i Noches de San Juan, s'inscriuen en el corrent realista propi de l'època. Al mateix temps escriu una sèrie d'obres que ell mateix va emmarcar en el Teatre de la crueltat (La cita, el asedio, Los laberintos, El funcionario i La espera) en les quals s'observa la influència del teatre de l'absurd.
Un tercer grup d'obres, en les quals es troben el citat Edipo, al qual s'afegeixen entre 1963 i 1964 Yo, Martín Lutero i la trilogia Mario, Sila y César aborden grans temes com la fe, la llibertat i el poder amb el llenguatge de la tragèdia. Tracta d'estrenar l'obra Yo, Martín Lutero, però aquesta no supera la censura, llavors tràmit previ obligatori, alguna cosa que li causarà a l'autor un gran descoratjament, perquè la considerava la seva millor obra. Pot dir-se, en tot cas, que el seu teatre realista, el seu “teatre de la crueltat” i les seves tragèdies modernes tenen un fil conductor comú: la reflexió sobre la condició de l'home, la injustícia, la il·lusió de la llibertat i l'esperança desesperançada.
Coincidint amb la infància dels seus dos fills escriu diverses obres de teatre infantil: l'obra original El cocherito Leré, i les adaptacions El pájaro azul i Don Quijote de la Mancha, estrenades en el Teatre María Guerrero respectivament en 1966, 1967 i 1973.
Entre 1965 i 1971 treballa en el departament de guions d'RTVE i duu a terme nombroses adaptacions per a la televisió, en particular en l'espai Novela. En 1971 rep el premi Quixot d'Or pels guions de la sèrie Páginas sueltas. Posteriorment, dins de la seva producció televisiva destaca també la sèrie El juglar y la reina (1978).
En 1969 estrena al Teatro Lara una adaptació de Fortunata y Jacinta, de Benito Pérez Galdós, escriptor sobre el qual posseïa un profund coneixement. L'obra es reestrenaría en el Festival Internacional de Santander en 1993 i al Teatro Español de Madrid en 1994 sota la direcció de Juan Carlos Pérez de la Fuente. També escriuria, en 1977, juntament amb Mario Camus, els guions per a la sèrie de televisió basada en la novel·la, produïda per RTVE.
A més de per a la televisió, escriurà guions per a diverses pel·lícules: Cerca de las estrellas ja citada (1962, dirigida per César Ardavin), Marta (1970, José Antonio Nieves Conde), Tormento (1973, Pedro Olea) i col·labora en la versió cinematogràfica de Fortunata y Jacinta (1969, Angelino Fons).
En 1971 la defunció en néixer del seu tercer fill el sumeix en una gran tristesa que li porta a escriure El crisantemo y la cometa, únic llibre de poemes que va voler publicar, ja al final de la seva vida. (L'altre llibre de poesia que ha vist la llum, Biografía secreta, és pòstum). És també autor de novel·la i assaig inèdits.
Entre 1972 i 1977 estrena un bon nombre d'adaptacions de novel·les i obres de teatre clàssiques, entre elles El Buscón, estrenada al Teatro Español amb direcció de Alberto González el Verger i interpretació de José Antonio Corbián, Lola Cardona, José María Prada, Luisa Sala, Andrés Mejuto, Javier Loyola, Carmen Rossi i Ángel Quesada. Escriu diverses obres originals: Las herederas del sol, Los extraños amantes (obra de cafè-teatre estrenada en 1974) i Un periodista español (sobre Mariano José de Larra). El 1976 rep el premi «Cántabro del año».
En 1978 estrena eal Teatro Barceló de Madrid Isabelita la miracielos, amb Vicente Parra i Amparo Baró, obra que se situa en el context de la transició espanyola a la democràcia, i en 1980 la seva versió de La Celestina, al Teatro Espronceda 34 de Madrid, amb José Sancho, Inma de Santis i María Guerrero López. En 1982 es trasllada a Mèxic, on escriu els guions de la sèrie de televisió Leona Vicario. En 1983 estrena al Teatro de la Comedia Isabel, reina de corazones, amb Nati Mistral i Conchita Montes, dirigida per Antonio Mercero, que obté un èxit important, rep el premi María Rolland i és emesa per TVE en 1984.
Va morir a Madrid en novembre de 1996. El 1998 l'Asociación de Autores de Teatro amb el suport de la Conselleria de cultura de Cantàbria va editar una antologia de la seva obra teatral.
El 1998 l'Ajuntament de Santander instituex el Premi Internacional de Teatre Ricardo López Aranda, que actualment té carècter biennal.
El Fons Ricardo López Aranda, que reuneix la seva obra teatral original, es troba depositat al Centro de Documentación de las Artes Escénicas y de la Música (CDAEM), a Madrid, i la seva obra poètica a la Biblioteca Central de Cantabria, a Santander.

## Premis
Primer Premi Nacional de Teatrr Universitari (1958) per Nunca amanecerá; Premi de periodisme Santo Tomás d'Aquino (1958) per l'article Hacia una universidad mejor; Premi Nacional de Teatre Calderón de la Barca (1960) i Premi Aguilar 1960-1961 per Cerca de las Estrellas; Accèssit al Premi Lope de Vega (1964) per Noches de San Juan; Premi Quijote d'Oro (1971) pel guió per a televisió Páginas sueltas; Premi Cántabro del año (1976); Premi María Rolland (1983) per Isabel, reina de corazones.

## Obra

### Teatre (obres originals)
- Esperando la llamada, 1954
- El faro, 1957
- Nunca amanecerá, 1958
- La esfinge sin secreto, 1958
- Cerca de las estrellas, 1960[35]
- La contrata, 1960
- Cuando las gaviotas gritan, 1960
- El asedio, 1960
- La cita, 1960
- La espera, 1961
- La subasta de los hombres nuevos,1962
- Yo, Martin Lutero, 1963[36]
- Noches de San Juan, 1965
- El cocherito leré, 1966
- Las subersivas, 1970[37]
- El rapto de las sabinas, 1971
- Las herederas del sol, 1973
- Los extraños amantes, 1974
- El pájaro del arco iris, 1975
- Isabelita la Miracielos, 1978
- Isabel, reina de corazones, 1983[38]
- El traje del rey
- La rata en el fondo
- La ardiente piel de los muertos
- Los malditos
- Los sin raíz

### Adaptacions (selecció)
- Fortunta y Jacinta[39], 1969
- El Buscón,1970
- La Celestina, 1973
- Don Quijote de la Mancha, 1973
- El sombrero de tres picos, 1974
- Juno y el pavo real, 1981
- El enfermo de aprensión
- La Dorotea
- Un enemigo del pueblo
- El pájaro azul

### Poesia
- El crisantemo y la cometa[40]
- Biografía secreta[41]

### Cinema
- Cerca de las estrellas, 1962
- Fortunata y Jacinta, 1970
- Marta, 1972
- Tormento, 1974

### Televisió
- El ajedrez del amor, 1968
- Páginas sueltas, 1970
- El juglar y la reina, 1978
- Fortunata y Jacinta, 1980
- Leona Vicario, 1982